# Подлесцы (Хмельницкая область)
Подлесцы (укр. Підлісці) — село в Изяславском районе Хмельницкой области Украины.
Население по переписи 2001 года составляло 283 человека. Почтовый индекс — 30360. Телефонный код — 3852. Занимает площадь 1,713 км². Код КОАТУУ — 6822189203.

## Местный совет
30360, Хмельницкая обл., Изяславский р-н, с. Щуровцы, ул. Центральная, 17